# Eressa vespoides
Eressa vespoides là một loài bướm đêm thuộc phân họ Arctiinae, họ Erebidae.